# Ron Baynham
Ron Baynham (Birmingham, Inglaterra, 10 de junio de 1929-18 de marzo de 2024) fue un futbolista inglés que jugó en la posición de guardameta.

## Carrera

### Club
| Periodo   | Club                 |
| --------- | -------------------- |
| 1946–1947 | Erdington Rovers FC  |
| 1948–1949 | Bromford Amateurs FC |
| 1949–1951 | Worcester City FC    |
| 1951–1966 | Luton Town FC        |

### Selección nacional
Jugó para Inglaterra en tres ocasiones, todas ellas en 1955: una victoria por 5–1 ante Dinamarca en el Københavns Idrætspark en Copenhague el 2 de octubre de 1955, una victoria por 3–0 ante Irlanda del Norte y una victoria por 4–1 ante España el 30 de noviembre de 1955.
En 2021 las tres apariciones internacionales de Baynham fueron subastadas y registradas en el Registered  Charity Hatters’ Heritage gracias a las donaciones de dirigentes del Luton Town con la intención de mostrarlas en el Kenilworth Road y en el eventual museo Power Court.

## Tras el retiro
Baynham luego de retirarse trabajó como pintor y decorador en el Luton Airport. al momento de morir fue el jugador vivo con más edad en jugar para Inglaterra.